# Технічні культури (журнал)
«Технічні культури» — радянський український щомісячний масовий науково-популярний журнал, орган Наркомзему УРСР.

## Історія та зміст
Заснований у Києві у 1938 році, у 1939 році видавали в Харкові. Видання припинено у 1940 році, причина невідома. Тематика — технічні культури в УРСР.
Утворений з'єднанням журналів «Льон і коноплі», «Буряківництво», «Бавовництво і нові технічні культури» у 1938 році.

### «Буряківництво»
«Буряківництво» — радянський український масовий науково-популярний журнал, орган Наркомзему УРСР. Видавали в з 1936 по 1937 в Києві, з 1939 в Харкові.
У 1936 вийшли 3 номери (з жовтня по грудень), у 1937 — 12, у 1938 — 5 (з січня по травень).
У 1938 після виходу 5 номеру об'єднаний з іншими журналами у «Технічні культури».

### «Бавовництво і нові технічні культури»
«Бавовництво і нові технічні культури» — радянський український масовий науково-популярний колгоспний журнал, орган Наркомзему УРСР та Української науково-дослідної станції бавовництва. Видавали в Києві з 1936 по 1938.
У 1936 вийшли 3 номери (з жовтня по грудень), у 1937 — 6, у 1938 — 2 (за січень-лютий та березень-квітень).
У 1938 після виходу 2 номеру об'єднаний з іншими журналами у «Технічні культури».